# Верх-Мильтюшинский сельсовет
Верх-Мильтюшинский сельсовет — сельское поселение в Черепановском районе Новосибирской области Российской Федерации.
Административный центр — село Верх-Мильтюши.

## История
Статус и границы сельского поселения установлены Законом Новосибирской области от 2 июня 2004 года № 200-ОЗ «О статусе и границах муниципальных образований Новосибирской области»

## Население
| 2002  | 2010  | 2012  | 2013  | 2014  | 2015  | 2016  |
| ----- | ----- | ----- | ----- | ----- | ----- | ----- |
| 2131  | ↘1776 | ↗1801 | ↘1787 | ↗1817 | ↘1808 | ↗1843 |
| 2017  | 2018  | 2019  | 2020  | 2021  |       |       |
| ↘1817 | ↗1843 | ↘1778 | ↘1738 | ↘1687 |       |       |

## Состав сельского поселения
| № | Населённый пункт | Тип населённого пункта       | Население |
| - | ---------------- | ---------------------------- | --------- |
| 1 | Бобровицкий      | посёлок                      | ↗8        |
| 2 | Верх-Мильтюши    | село, административный центр | ↘995      |
| 3 | Куриловка        | село                         | ↘376      |
| 4 | Семёновский      | посёлок                      | ↘182      |
| 5 | Сибиряк          | посёлок                      | ↘101      |
| 6 | Украинка         | село                         | ↗114      |